# Trichocera columbiana
Trichocera columbiana är en tvåvingeart som beskrevs av Alexander 1927. Trichocera columbiana ingår i släktet Trichocera och familjen vintermyggor. Inga underarter finns listade i Catalogue of Life.